# Делаја Бејкон
Делаја Бејкон (Талмиџ, 2. фебруар 1811 — Хартфорд, 2. септембар 1859) била је америчка списатељица. Најпознатија је по теорији којом је оспорила рад чувеног енглеског писца Вилијама Шекспира.

## Младост
Делаја Бејкон је рођена 2. фебруара 1811. године у Охају. Имала је петоро браће и сестара. Отац јој је умро када је имала шест година те је Делаја послата код породичних пријатеља код којих је одрастала. У приватној школи Катарине Бичер професор јој је био чувени Хенри Ворд Бичер. Он је изјавио да је Делаји суђено да постане славна. Читаве дане проводила је у читању књига. Након завршетка школовања, покушала је да отвори приватну школу, али јој то није успело из здравствених и финансијских разлога. Делаја и њена сестра оболевале су од маларије.

## Прва дела
Године 1831. објавила је књигу "Приче пуританаца", а осам година касније књигу "Невеста тврђаве Едвард" за коју је добила награду од сто долара од једне новинске куће. На том конкурсу је победила чувеног писца Едгара Алана Поа.
Делајина каријера кренула је у лошем правцу када је ушла у љубавну везу са тринаест година млађим свештеником Меквортером. У јавности је избио скандал, а Делаји је чак судила група свештеника. Од тога дана Делаја више никада није била у љубавној вези. Након раскида са Меквортером бацила се на проучавање Шекспира.

## Теорија о Шекспиру
Преокрет у Делајином животу десио се након упознавања Семјуела Морза који јој је открио да је Френсис Бејкон шифровао своје текстове док се бавио дипломатијом. Код Делаје се створила замисао да су Шекспирова дела писана скривеним кодом како би маскирала нека филозофска убеђења супротна тадашњем режиму. То би значило да Вилијам Шекспир, по многима и најбољи писац у историји, није написао дела која носе његово име. Многи пре Делаје имали су сличне теорије и покушавали су да докажу да је његов рад превара. Међутим, Делаја је од идеје прва створила теорију. Делајина идеја била је да су Шекспирова дела написали чланови тајног друштва "Елизабета" - Волтер Роли, Едмунд Спенсер и Френсис Бејкон. Бејкон је био творац завере. Њихов циљ био је да промовишу радикалне политичке филозофије за које нису смели да прихвате одговорност. Вилијам Шекспир био би обичан коњушар лорда Лејкестера.

## Истраживање
Делаја је у исправност својих идеја убедила Ралфа Валда Емерсона који је успео да свога богатог пријатеља, Чарлса Батлера, убеди да финансира Делајину потрагу за доказима своје теорије у Енглеској. Године 1853. Делаја је бродом допутовала у Енглеску. Две године је провела у читању "Краља Лира", "Магбета" и осталих Шекспирових дела покушавајући да у њима пронађе скривени Бејконов код. Њена финансијска ситуација била је очајна; није имала новца да плати ни грејање, а често ни храну. Међутим, текстови који су објављени у часописима у Енглеској изазвали су праву буру у јавности.
Да би наставила студије, Делаја улази у контакт са Натанијелом Хоторном, конзулом Ливерпула који је, заинтересован њеним идејама, исплатио све њене дугове и објавио њене радове у "Огољеној филозофији Шекспирових дела". За књигу је написао предговор иако није веровао у истинитост теорије.

## Лудило
Делаја је постала опседнута својом идејом. Дошла је на помисао да отвори Шекспирову гробницу. Здравље јој се погоршало, али је она тврдоглаво настављала своја истраживања. Породица ју је позивала да се врати у Америку, али њихови позиви нису наишли на одзив. Коначно, Делаја је завршила књигу од 682 стране. Тврдила је да Шекспир није могао написати своја дела јер је био нешколована незналица. Критичари нису са одушевљењем прихватили књигу иако су, касније, познати писци као што су Марк Твен, Волт Витмен или Хенри Џејмс поверовали у Делајину теорију. Делаја је на крају завршила у лудници. Преминула је 1859. године привезана за кревет.